# Maria Olafs
María Ólafsdóttir vagy művésznevén, Maria Olafs (Blönduós, 1993. március 27. –) izlandi énekesnő, dalszerző és színésznő. 2015. február 14-én megnyerte az izlandi eurovíziós nemzeti döntőt, a Söngvakeppnin című műsort, így ő képviselhette hazáját a 60. Eurovíziós Dalfesztiválon, Ausztria fővárosában, Bécsben az Unbroken című dalával. Dalát a második elődöntőben adta elő, ahonnan az nem jutott tovább a döntőbe.

## Diszkográfia
| Év   | Cím                                    | Slágerlistás helyezés | Album              |
| Év   | Cím                                    | ICE                   | Album              |
| ---- | -------------------------------------- | --------------------- | ------------------ |
| 2015 | Unbroken (izlandi verzió: Lítil skref) | 2.                    | Söngvakeppnin 2015 |